# Aravete
Aravete este un sat din comuna Ambla, comitatul Järva, Estonia. Conform recensământului din anul 2000, localitatea avea 971 locuitori.